# Hier ist noch alles möglich
Hier ist noch alles möglich ist der Debütroman der Schweizer Schriftstellerin Gianna Molinari, der im Jahr 2018 im Aufbau Verlag erschienen ist. Der Roman erzählt von einer jungen Frau, die als Nachtwächterin in einer Fabrik arbeitet und einen auf dem Gelände vermuteten Wolf auf einfangen soll.
Das Romandebüt kam 2018 auf die Longlist des Deutschen Buchpreises und auf die Shortlist des Schweizer Buchpreises.

## Übersicht
Die Geschichte spielt auf einem umzäunten Fabrikgelände etwas abseits einer kleinen Stadt mit einem nahegelegenen Flughafen. Der Fabrik steht die baldige Schliessung bevor, weshalb kaum noch Angestellte auf das Gelände kommen, auf dem die Ich-Erzählerin als Nachtwächterin arbeitet. Als eines Tages der Koch der Fabrik einen Wolf auf dem Fabrikgelände gesehen zu haben meint, besteht ihre Aufgabe und die ihres Kollegen Clemens darin, ihn einzufangen. Sie beobachten vergeblich die Monitore im Überwachungsraum und auch die ausgelegten Tellereisen und eine Fallgrube führen zu keinem Erfolg. Von Lose, einem Maschinenbediener der Fabrik, erfährt sie, dass in der Nähe ein Mann vermutlich beim Landeanflug tot aus einem sich öffnenden Fahrgestellschacht gestürzt ist. Wegen der baldigen Schließung der Fabrik kündigt Lose kurze Zeit später und arbeitet nun auf dem Flughafen. In ihrem Urlaub beschließt die Nachtwächterin Lose zu besuchen und lernt die Flugzeugmechanikerin Erika kennen.
Inzwischen ist das Phantombild einer Bankräuberin aufgetaucht, welches der Erzählerin ähnlich sieht. Als Clemens sie damit konfrontiert, streitet sie ab, den Überfall begangen zu haben, fühlt sich aber zunehmend beobachtet und unwohl, wenn sie einkaufen geht. Eines Tages, als die Nachtwächterin ihre „Halle“, ihr Zimmer in der Fabrik, betritt, liegt ein Wolf in der Zimmerecke, besucht sie mehrfach und verschwindet einige Tage später wieder. Auch nach dem Verkauf der Fabrik gräbt die Nachtwächterin sinnlos weiter an der Fallgrube für den ihr inzwischen vertrauten Wolf.

## Titel
Der Titel greift eine Zeile aus dem Text auf: „Es gefällt mir hier. Das ist ein guter Ort. Hier ist noch alles möglich.“ Er impliziert damit das Übergewicht von Einschränkungen der Handlungsfreiheit und formuliert die Hoffnung auf die Möglichkeit von Abwechslung, auf das Ungewöhnliche, auf Gefahr und unverstellte Kontingenz. Die Fabrik, in der die Erzählerin als Nachtwächterin arbeitet, produziert Verpackungen und scheint selbst eine Verpackung nicht nur der dort noch wenigen Arbeitenden zu sein. Die Grenze des Geländes beschützt sie und, je nach Standpunkt, verhüllt ihnen aber auch die Welt: Ich sehne mich „nach Unsicherheit, nach mehr Echtheit vielleicht, nach Wirklichkeit. Ich möchte unterscheiden können, was wichtig ist und was nicht.“

## Sprache
Die Sprache verzichtet auf komplexe Satzstrukturen und auf obligatorische Satzzeichen: „Gibt es heute nichts, frage ich.“ Sie verzichtet auch auf alle nicht-eigentlichen Begriffe, auf Metaphern oder Metonymien: Die Leitbegriffe (durch abbröckelnden Putz entstandene „Inseln“, der löchrige „Zaun“ rund um die „Hallen“, der „Wolf“, der „aus dem Himmel gefallene Mann“ usw.) werden in ihren greifbaren Dingeigenschaften eingeführt und damit ihre Dimensionen der Andersartigkeit, ihre übertragenen Bedeutungen eingeschränkt, obgleich sie sich dafür eignen. Die Dinge tragen zwar als Bilder den Sinn der Erzählung mit, aber haben in der verarmten Sprache nur die Funktion von Allegorien. Die Hermetik der Sprache wird beispielsweise in der Beschreibung des Flughafengeländes mit seinen vielen speziellen Einrichtungen in einer nicht handlungsrelevanten Detaillierung vorgeführt. Wie weit diese Sprache an ihrer Möglichkeit der Vermittlung von Inhalten zweifelt, wird an der Art und dem Umfang der ergänzenden Bausteine des Textes deutlich.

## Komposition
Der Roman gliedert sich in drei nummerierte Teile mit den Schwerpunkten des Settings, des Flughafens und des Wolfs. Innerhalb der drei Abschnitte wird die Rahmenerzählung der Nachtwache mit ihren Handlungsresten häufig durch disparates Material unterbrochen oder ergänzt, wodurch der Text zu einer Kompilation von Bruchstücken wird, die zusätzlich mit wechselnden Handlungsorten – beispielsweise Flughafen und Fabrikgelände – auch die Chronologie auflöst.
Die umfangreichste Ergänzung ist die Einflechtung eines tatsächlichen Ereignisses, des Sturzes eines erfrorenen dunkelhäutigen blinden Passagiers aus dem sich öffnenden Fahrwerksschacht eines landenden Flugzeuges auf dem benachbarten Flughafen. In kurzen, nachrichtenähnlichen Texten wird der Vorfall bis hin zur Bestattung des Unbekannten und der Spekulation über seine zurückgebliebene Familie mehrfach wiederaufgenommen. Diese Texteinschübe ohne Quellenangaben sind vom Text der Rahmenhandlung durch ein wechselndes Schriftbild unterschieden, was die Rätselhaftigkeit des ganzen Geschehens nicht nur auf der Handlungsebene optisch gestaltet. Über die möglichen Hintergründe und Fluchtursachen der tödlich endenden Reise ins Ausland wird nicht weiter reflektiert.
Eine weitere Ergänzung sind einfache Strichzeichnungen auf insgesamt 26 Seiten, die in naiven Linien Gedanken aus dem Text verbildlichen, der auch ohne diese Zeichnungen verständlich wäre. Beispielsweise wird zur Verdeutlichung des Gedankens der Begrenzung das Wort „Halle“ von einem Rechteck umschlossen, über dem das Wort „Welt“ steht; oder unter einem Absatz über den benachbarten Flughafen ist die winzige Silhouette eines Flugzeuges gezeichnet – etwa zehn Millimeter lang und beim Leitwerk drei Millimeter hoch – oder ein Taubenschwarm wird für gerade ankommende Aliens durch ein drittel- und ein halbseitiges Feld von Punkten verdeutlicht. Indem diese Zeichnungen nichts vermitteln, was nicht schon durch Sprache ausgedrückt wird oder werden könnte, verweisen sie immer wieder auf das fehlende Vertrauen der Erzählerin in eine Sprache, die die Rätsel der Welt nicht einmal beschreiben kann.
Der Text wird außerdem markant durch sechs Schwarzweißfotos ergänzt, von denen die ersten drei Grasstreifen vor einem Zaun und einer Mauer zeigen, in die weiße Kreisausschnitte gesetzt sind. Dort wurden offenbar Bildinhalte gelöscht, die entweder Verbotenes erfassten oder nur Platz für das Unvorhergesehene, für die Kontingenz der Welt schaffen. Mehrere Seiten später heißt es: „Auf der Welt gibt es Stellen von Nichts. Der Wolf ist eine davon“ – auch hier eine Erläuterung eines – dadurch überflüssigen – Bildes. Die zweite Dreierreihe der Fotos zeigt mit den Wolken die Grenzenlosigkeit einer Sphäre, in die der Koch als Astronautenhelfer aufzubrechen träumt und aus der als Botschafter vieler Rätsel der Mann aus dem Flugzeug gefallen ist.
Infolge der vielen Ergänzungen, die in der vorliegenden Taschenbuchausgabe auf nur halbe Textseiten oder ohne Rückseiten gedruckt sind, verliert der Roman, der mit der einhundertneunzigsten Seite endet, etwa fünfundzwanzig bedruckbare Seiten und ist wegen seines generell lockeren Druckbildes eher ein Kurzroman.

## Textur des flüchtenden Bleibens
Schon die Tätigkeit als Nachtwächterin in einer von Schließung bedrohten Fabrik unterstreicht die Distanz zum Leben der Gesellschaft, die nur durch kurze Ausflüge zum Flughafen oder zum Einkaufen in der Stadt noch wahrgenommen wird. Statt das Fabrikgelände zu verlassen und in der Welt draußen nach Wichtigkeit und Lebenssinn zu suchen, statt „nicht an einem Ort zu verharren, mich nicht festzulegen“ gräbt das erzählende Ich im Innern der Umzäunung in die Tiefe – ein Bild für die Halbherzigkeit ihrer Befreiung: Statt zu handeln, denkt sie „hin und wieder“ darüber nach, sich „einen Fluchtkoffer zuzulegen.“
Statt eines wirklichen Neuanfangs äußern mehrere Figuren ihre Reisefantasien: der Koch will für Astronauten kochen, Clemens plant eine große Reise in der Welt. Als Ziele werden von der Erzählerin oder aus dem Off immer wieder unkonkrete Inseln erwähnt und oft in kleinsten Umrissen gezeichnet – die ersten tauchen als durch abbröckelnden Putz entstehende Lücken an den Wänden auf. Diese Hoffnungsziele scheinen durch geologische Einwirkungen zusehends kleiner zu werden „und sie verschwinden bis heute“ – wie die im Titel implizit erwähnten Möglichkeiten. Weiter noch als der Maschinenbediener Lose, der im benachbarten Flughafen eine neue Arbeit findet, reist die Flugzeugmechanikerin später in den Himalaya mit einem Forschungsteam, für das sie den Helikopter warten und mit dem Verschwinden eines Teammitglieds die Erfahrung der Gefahr des Reisens machen wird.
Außer der Erzählerin treten ihr Chef, der Nachtwächterkollege Clemens, der Maschinenbediener Lose, der einen neuen Job als Busfahrer auf dem Flughafen findet, und die Flugzeugmechanikerin Erika auf. Wie die Erzählerin sind sie mit nur wenigen Strichen gezeichnet. Die Nebenfiguren haben aber noch weniger Persönlichkeit und funktionieren mehr als Stichwortgeber oder Auskunftspersonen, so dass eigentlich alle Figuren „flache Charaktere“ bleiben.
Über wie wenig Energie die Erzählerin tatsächlich noch für einen neuen Aufbruch verfügt, offenbart sie bei der „Entdeckung“ des benachbarten Flughafens: „Er ist ein gutes Urlaubsziel“, obgleich der Aufenthalt auf dem Flughafengelände durch eine Vielzahl von Freiheit begrenzenden Ge- und Verboten geregelt wird. Im Gegensatz dazu und auch zu ihrem Freiheitsdrang wird sogar der Aufenthalt auf dem Fabrikgelände nun attraktiv: „Plötzlich kann ich mir vorstellen, für immer hierzubleiben. Auch wenn die Fabrik schließt. Ich habe mich an das Rechteck gewöhnt.“
Nachdem Clemens die Erzählerin besorgt auf ihre Ähnlichkeit mit dem Phantombild einer Bankräuberin anspricht, greift sie dieses Identitätsangebot spielerisch auf und imaginiert ihren Plan für einen potenziellen Überfall. „Ich hätte [...]. Ich hätte [...]. Ich hätte [...].“ – Ersatz für eine Lebensalternative in der Wirklichkeit.
Vor allem durch zwei Energiezentren scheint letztlich eine Überwindung aller Begrenzungen überhaupt noch möglich, durch die Schwingungen der Erde, ausgelöst durch die Bewegung der Ozeane und Atmosphäre, sowie den Wolf, der ihr real oder imaginiert in ihrem Schlafbereich erscheint. Da er der Bewachung des Fabrikgeländes und der Arbeit an der Fallgrube Wichtigkeit und Sinn verleiht, verschweigt sie die Erscheinung des Wolfs Clemens und dem Chef und weigert sich damit, ihn zu verifizieren oder auszuliefern. Stattdessen erzählt sie ihm von ihren Freiheitsträumen und warnt ihn vor der Fallgrube – der Traum vom Wolf ist der einer verschobenen Grenzüberschreitung.

## Rezeption
Der Debütroman wird gelobt als ein «fabelhaftes [...] Sinnesbild unserer Gesellschaft»; Molinari habe aus dem realen Fall des «Mannes, der vom Himmel fiel» ein Symbol für die zahlreichen Menschen gemacht, «die auf der Flucht sind und identitätslos gemacht werden».
In der Süddeutschen Zeitung vom 30. Juli 2018 schätzt Christoph Schröder das Debüt von Gianna Molinari für die Bilder, die die Autorin für die Krise des Individuums innerhalb der Krisenhaftigkeit der Gegenwart findet. Dezent, präzise, zugleich anspielungsreich und im Tempo "getragen" erscheint Schröder der Text um eine Nachtwächterin in einer Kartonagenfabrik, die sich ihren Gedanken überlässt und eine Philosophie des Sehens und Nichterkennens entwickelt. Überzeugend und von einer zeitlosen Atmosphäre findet Schröder den Text.
In der Frankfurter Allgemeinen Zeitung vom 18. Juli 2018 findet Rezensent Andreas Platthaus Gianna Molinaris Roman betörend verstörend. Das liege an der psychologischen Studie, die lapidar erzählt sei. Ihre Zeichnungen und Fotos bedeuten Platthaus die Zersplitterung ihrer Persönlichkeit. Genug, um das Interesse des Rezensenten wachzuhalten.
Kritische Stimmen bemängeln, dass Molinaris zentrale Themen wie «Obdachlosigkeit, Wirklichkeitsverlust oder Ich-Zerfall» «alles andere als neu seien». Ihre Literatur sei «derart niedergebügelt», dass keine «Spur mehr von einem Möglichkeitssinn» vorhanden sei.
Gianna Molinaris Werk erinnere an ein «Kammerstück, spärlich möbliert, mit wenig Personal»; das Buch lebe von «skurrilen Ideen» und würde sowohl in Stil und Sprache «aus der Reihe tanzen», da diese «sehr knapp gehalten, aber wirkungsvoll, wohl gerade dadurch» sei. Das Buch zeige eine entmenschte Welt, die nicht dystopisch sei, es einem aber dennoch so vorkomme, als habe sich «die Masse der Menschen bereits verabschiedet».

## Auszeichnungen und Nominierungen
- 2018: Robert-Walser-Preis
- 2018: Deutscher Buchpreis (Longlist)
- 2018: Schweizer Buchpreis (Shortlist)
- 2019: Clemens-Brentano-Preis
- 2019: Rauriser Literaturpreis (nominiert)